# Alcatraz (Fernsehserie)
Alcatraz ist eine US-amerikanische Mysteryserie mit Science-Fiction-Elementen von Elizabeth Sarnoff, Steven Lilien und Bryan Wynbrandt, die 2011/2012 von Warner Bros. Television und Bad Robot Productions für den US-Sender Fox produziert wurde. Sie handelt von einem 50 Jahre alten Vorfall auf der Gefängnisinsel Alcatraz, bei dem eine Gruppe von Sträflingen und Wärtern spurlos verschwunden ist und nun in der Gegenwart wieder auftaucht. Sie startete am 16. Januar 2012 mit einer Doppelfolge beim Sender Fox.

## Konzept
| „On March 21, 1963, Alcatraz offically closed due to rising costs and decrepit facilities. All the prisoners were transferred off the island. Only that's not what happened. Not at all.“ | Deutsche Fassung: „Am 21. März 1963 wurde Alcatraz offiziell geschlossen. Sämtliche Häftlinge wurden von der Insel verlegt. Allerdings entspricht das so nicht der Wahrheit, ganz und gar nicht.“ |

Mit diesen einleitenden Worten, im Original gesprochen von Sam Neill, beginnt jede Folge von Alcatraz. In den einzelnen Episoden werden sogenannte Flashbacks gezeigt, die die Vorgeschichte des Rückkehrenden beleuchten. In der deutschsprachigen Version sind die Episoden nach der gesuchten Person, um die es in dieser Episode geht, betitelt. Im Original bildet die Titelfolge eine Ausnahme, sie heißt einfach „Pilot“.

## Handlung
Bei einem Vorfall vor fast 50 Jahren, genauer gesagt in der Nacht zum 20. März 1963, verschwanden auf der Gefängnisinsel Alcatraz alle 302 darauf befindlichen Menschen, davon 256 Sträflinge und 46 Wärter, spurlos. Als diese nun in der Gegenwart wieder auftauchen, ermittelt das FBI in dem Fall. Zunächst gilt es, die Rückkehrer aufzuspüren und wieder einzufangen. Daneben versucht das FBI, das plötzliche Verschwinden von damals und die jetzige Rückkehr zu erklären.
Unterstützt werden die Bundesagenten unter der Leitung von Emerson Hauser vom Comic-Liebhaber und Alcatraz-Experten Dr. Diego Soto und Detective Rebecca Madsen vom San Francisco Police Department.

## Figuren
Rebecca MadsenRebecca ist eine recht junge und clevere Frau, die eine bisweilen dickköpfige Kriminalpolizistin bei der Polizei in San Francisco war und mit Jimmy verlobt ist. Nachdem ihre Eltern gestorben sind, zog ein Freund ihres Vaters, Ray, sie groß. Da ihr Großvater und Ersatzvater Wärter in Alcatraz waren, entwickelt sie schnell Interesse an dem Alcatraz-Fall. Später erfährt sie, dass ihr Großvater Tommy Madsen kein Wärter, sondern ein Häftling war, der ebenfalls verschwunden ist. Außerdem findet sie heraus, dass Ray ihr Großonkel und somit Tommys Bruder ist. Im Finale der Serie wird sie von Tommy tödlich verletzt.
Dr. Diego „Doc“ SotoDiego, von allen einfach nur Doc genannt, ist ein intelligenter Wissenschaftler und Comicbuchladenbetreiber. Er ist eine Mischung aus Geek und Hippie und nebenbei ein Experte in der Geschichte von Alcatraz, zu der er mehrere Bücher verfasst hat. Er studierte neben der Geschichte von Alcatraz auch Strafgerichtsbarkeit, worin er den akademischen Grad Ph.D. besitzt.
Emerson HauserEmerson ist ein früherer Detective aus San Francisco und nun Leiter einer geheimen Sondereinheit des FBI. Er besitzt eine außergewöhnliche ausgestrahlte Autorität und einen durchdringenden Verstand. Wie sich im Laufe der Ermittlungen herausstellt, ist er mit der geheimen Historie von Alcatraz vertraut, da er selbst ein Wächter war, und hat die Ankunft der Gefangenen sogar erwartet.
Lucille „Lucy“ BanerjeeLucy ist Emersons Labortechnikerin und schon seit einiger Zeit Mitglied in seiner Sondereinheit. Man erfährt, dass sie in den 1960er-Jahren als Psychologin auf Alcatraz gearbeitet hat und ebenfalls wie die verschwundenen 302 Menschen nicht gealtert ist.
Ray ArcherRay ist ein ehemaliger Detective und Wärter von Alcatraz und Rebeccas Ersatzvater, nachdem ihre Eltern gestorben sind. Nachdem er in den Ruhestand gegangen ist, besitzt und betreibt er nun eine Polizisten-Bar, wo er als Barkeeper arbeitet. Wie sich herausstellt, ist er der Bruder von Tommy und somit der Großonkel von Rebecca.
Edwin JamesEdwin war in den 1960er-Jahren der Gefängnisdirektor von Alcatraz. Bis zur Schließung des Hochsicherheitsgefängnisses im Jahr 1963 hat er als Direktor in Alcatraz eng mit E.B. zusammengearbeitet. Durch seine damals strenge und teilweise skrupellose Vorgehensweise wurde er von den meisten Insassen gefürchtet. In der Gegenwart ist er bereits seit einigen Jahren tot.
Elijah Bailey „E.B.“ TillerElijah war in den 1960ern die Rechte Hand von Edwin und ein erbarmungsloser Gefängniswächter auf Alcatraz. Er fing bereits im Alter von 18 Jahren als Wärter im Hochsicherheitsgefängnis an. Ihm machte seine Machtposition nicht nur Spaß, sondern er spielte sie gegenüber den Insassen auch immer wieder aus. In der Gegenwart wird er bereits zu Beginn der Serie von einem Rückkehrer namens Jack Sylvane ermordet, da er ihn früher im Gefängnis Höllenqualen erleiden ließ.

## Besetzung

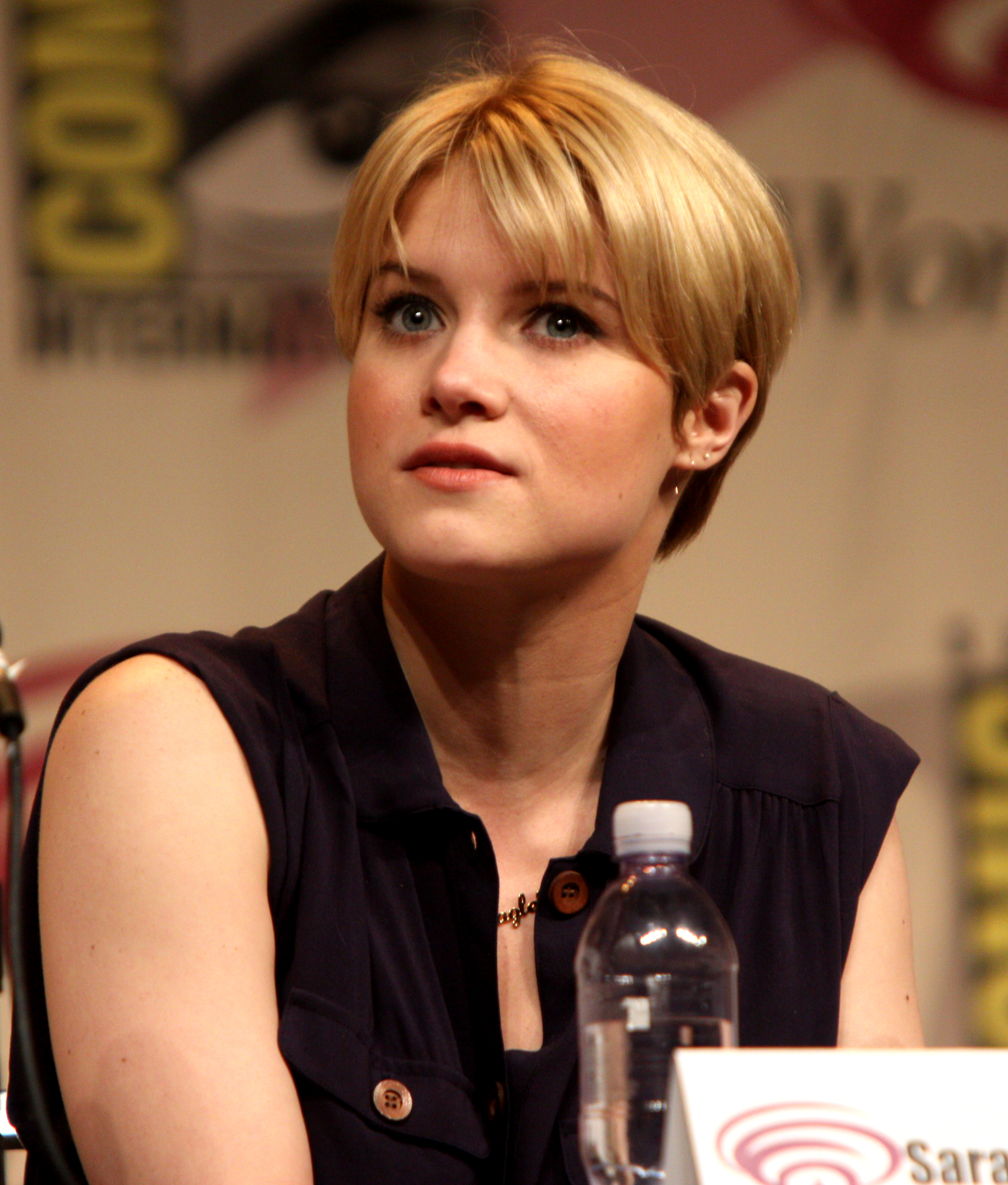
Sarah Jones (2012)
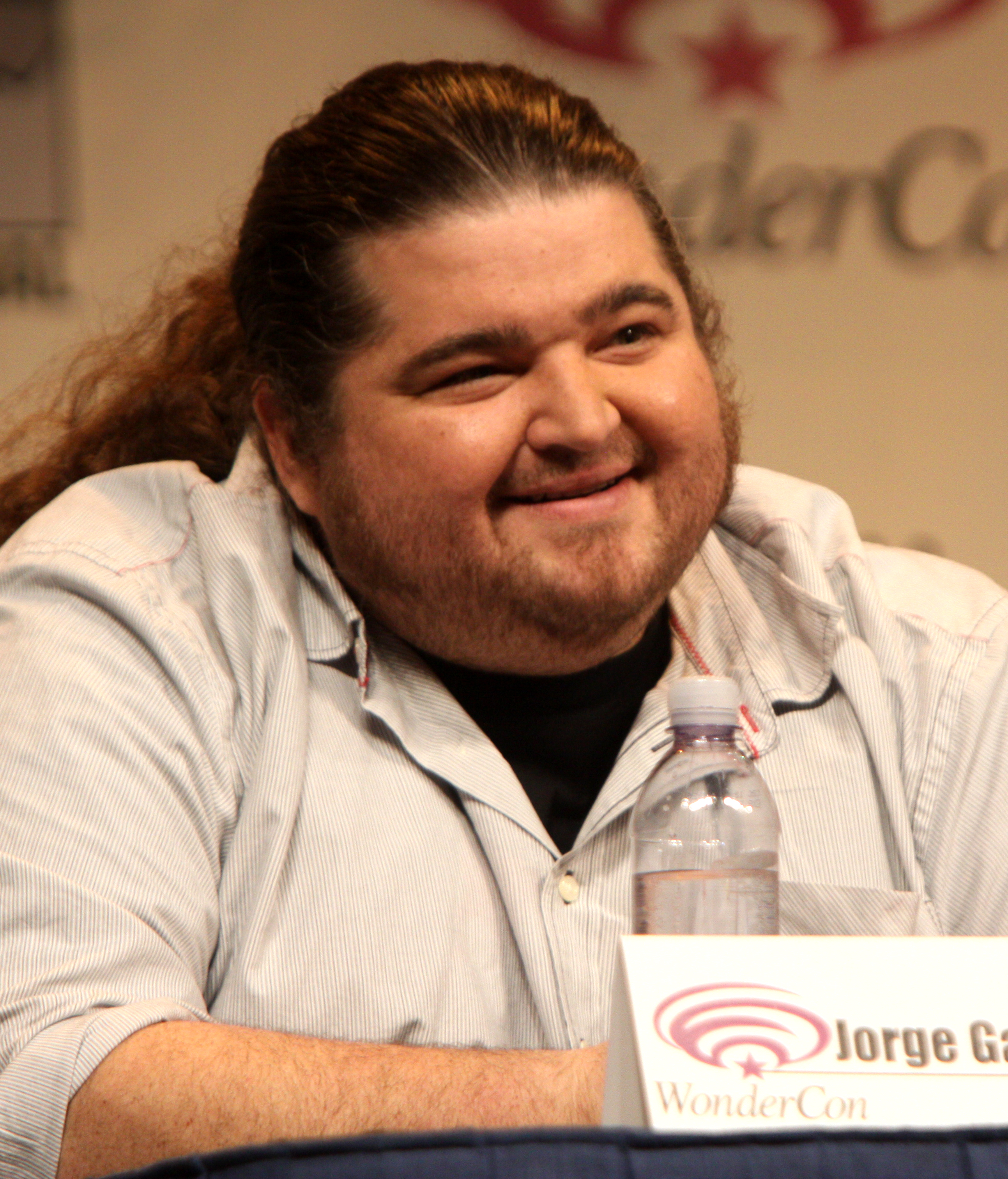
Jorge Garcia (2012)
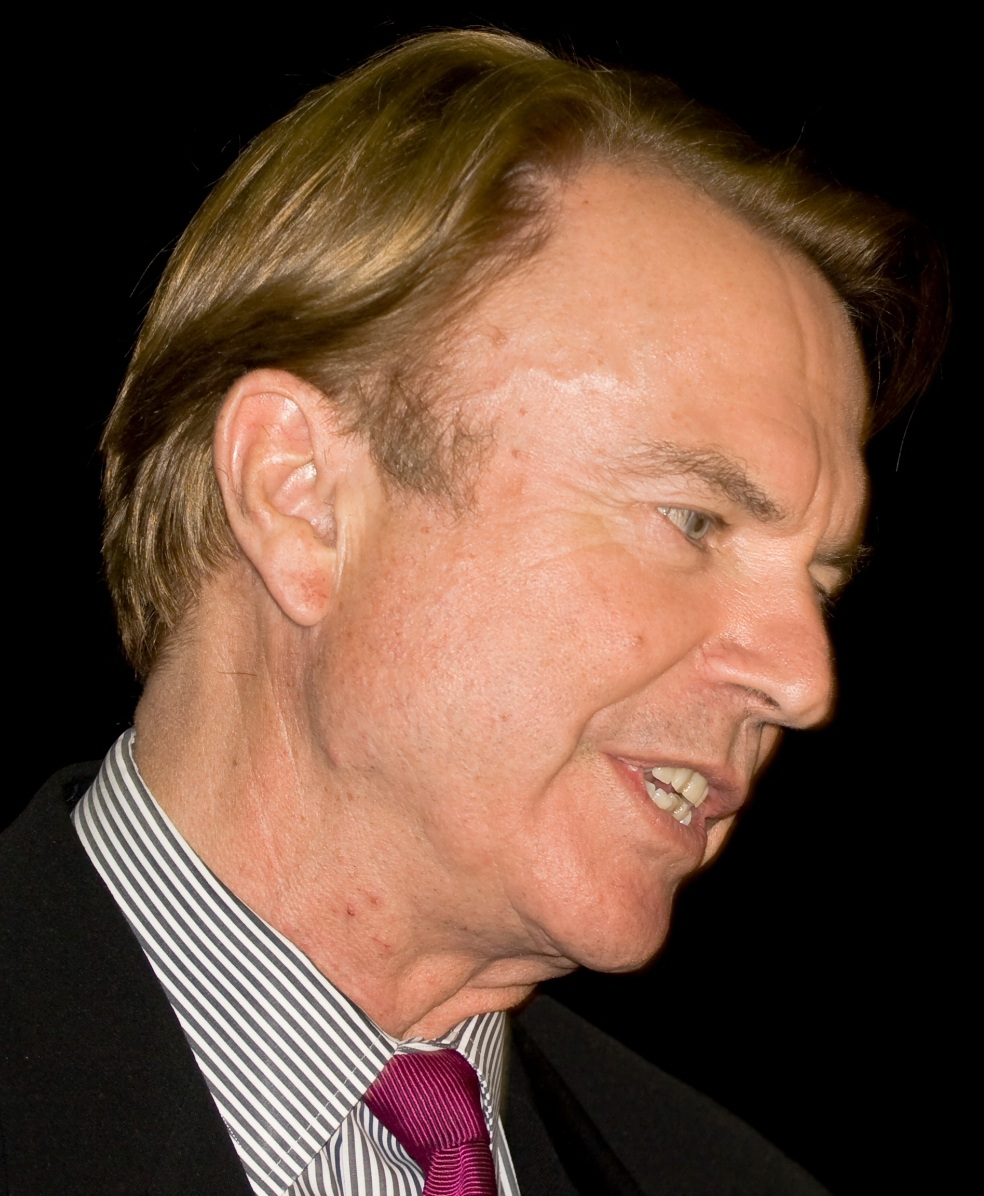
Sam Neill (2009)
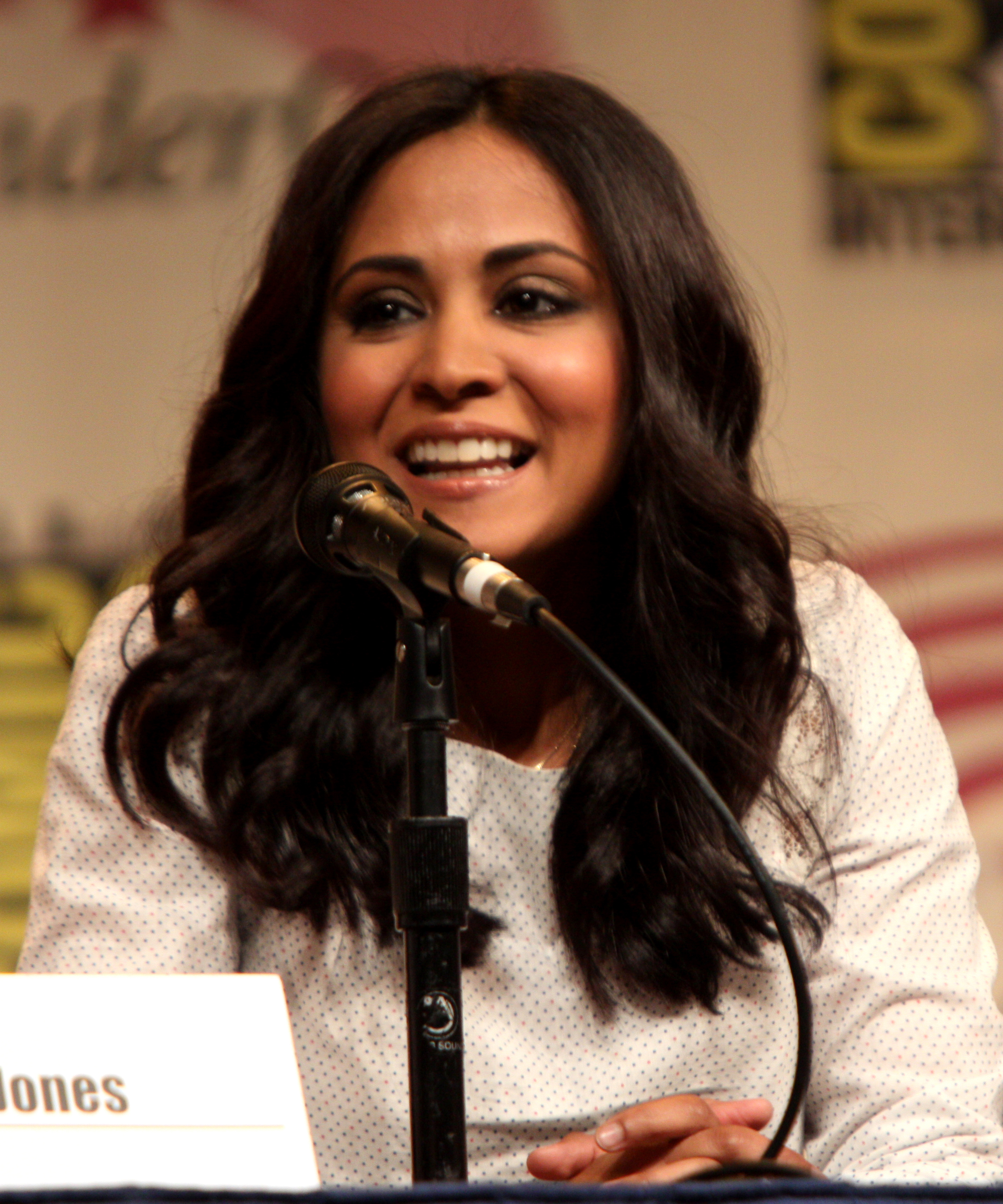
Parminder Nagra (2012)
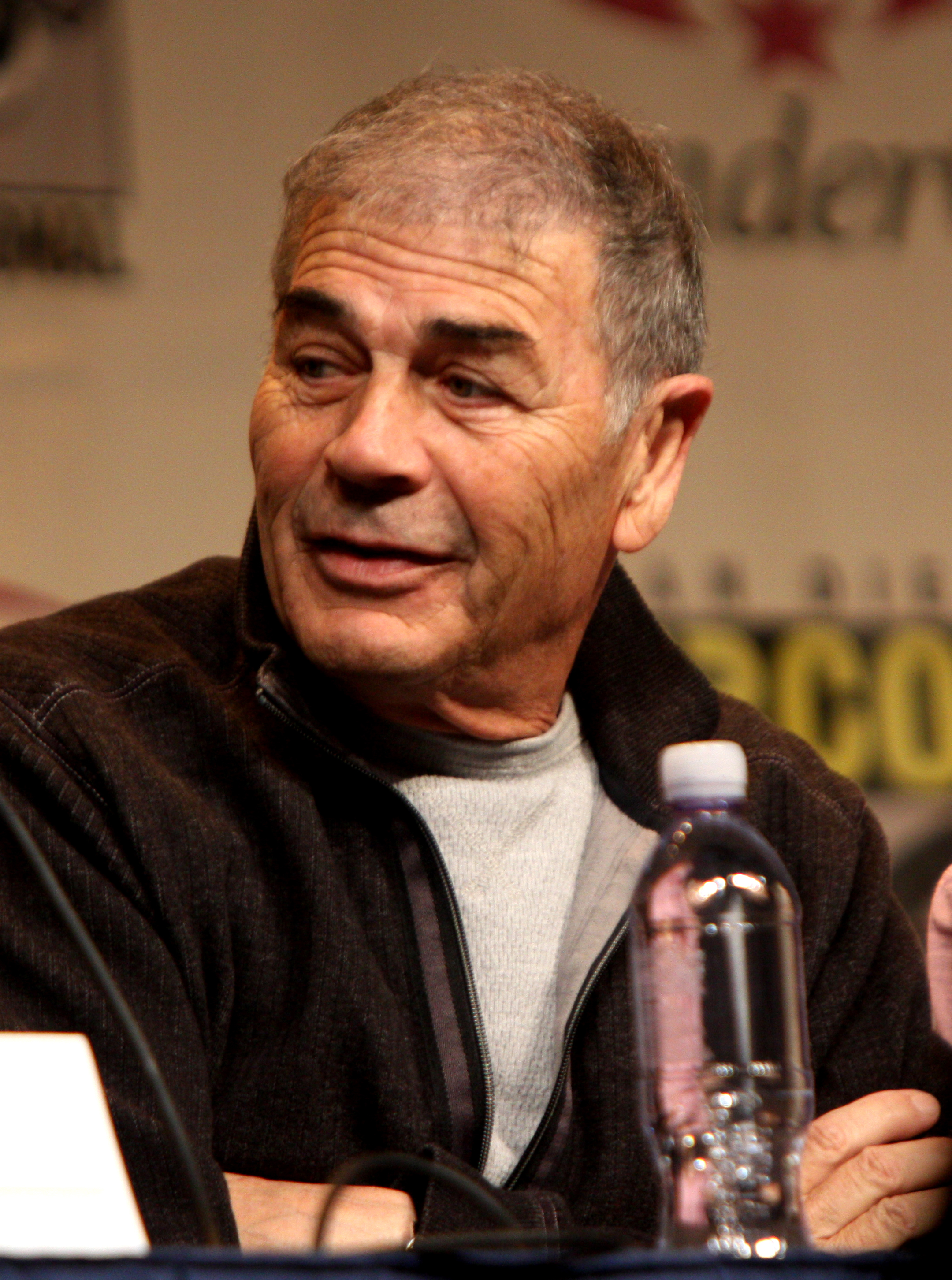
Robert Forster (2012)
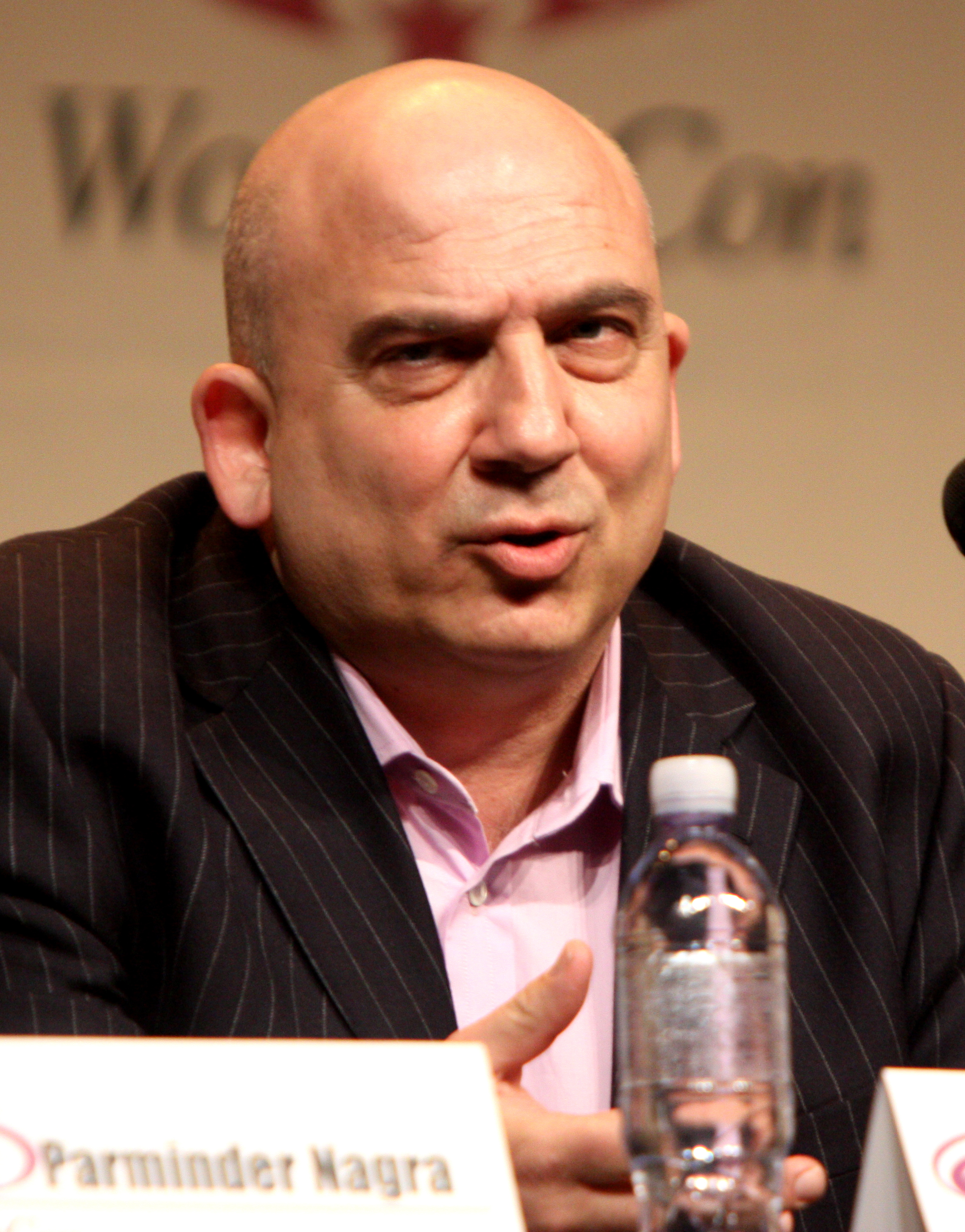
Jonny Coyne (2012)
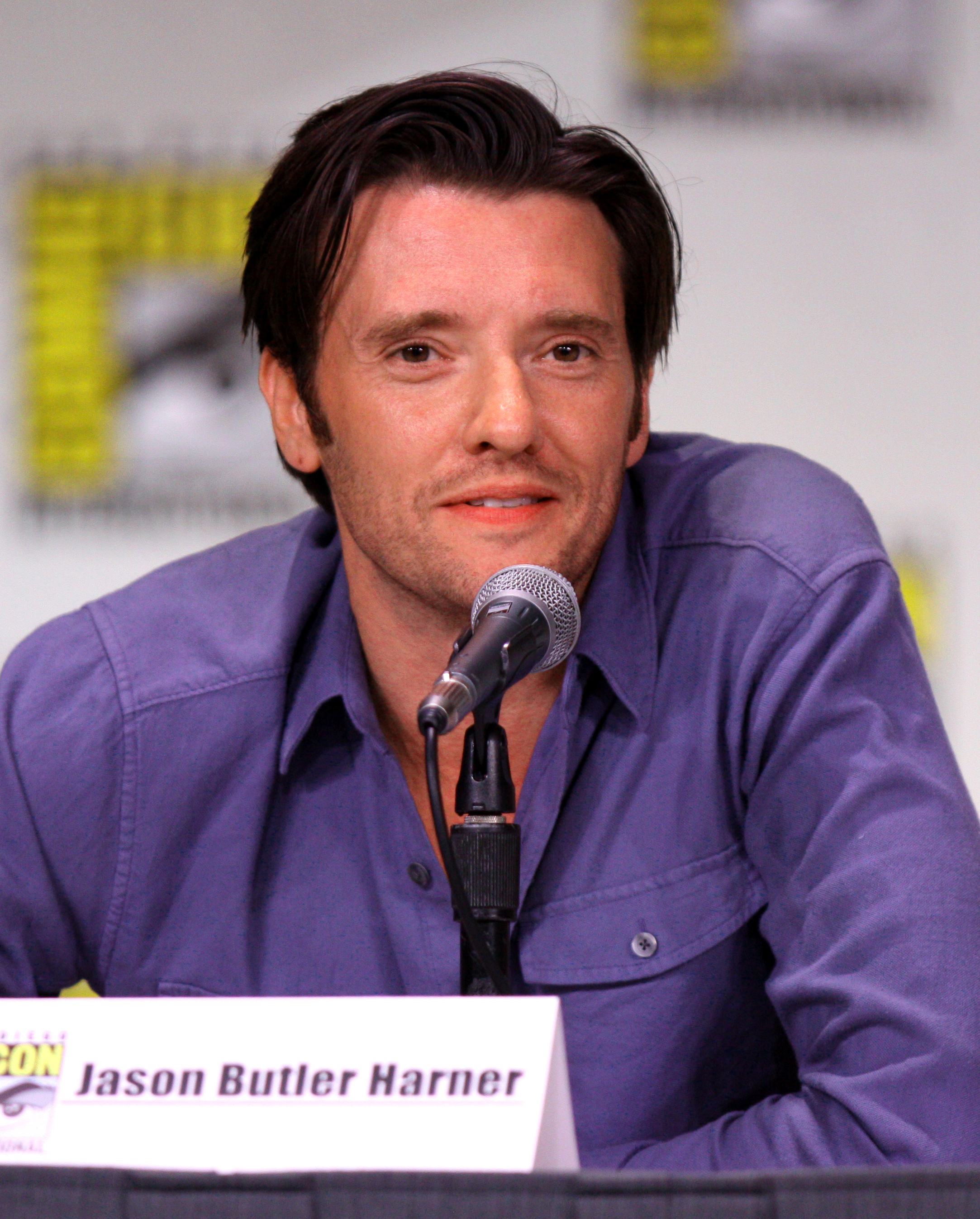
Jason Butler Harner (2011)

### Hauptbesetzung
| Rollenname                  | Schauspieler/in     | Hauptrolle | Synchronsprecher/in |
| --------------------------- | ------------------- | ---------- | ------------------- |
| Rebecca Madsen              | Sarah Jones         | 1.01–1.13  | Rubina Kuraoka      |
| Dr. Diego „Doc“ Soto        | Jorge Garcia        | 1.01–1.13  | Gerrit Schmidt-Foß  |
| Emerson Hauser              | Sam Neill           | 1.01–1.13  | Wolfgang Condrus    |
| Lucille „Lucy“ Banerjee     | Parminder Nagra     | 1.01–1.13  | Sonja Spuhl         |
| Lucille „Lucy“ Sengupta     | Parminder Nagra     | 1.01–1.13  | Sonja Spuhl         |
| Ray Archer                  | Robert Forster      | 1.01–1.13  | Roland Hemmo        |
| Warden Edwin James          | Jonny Coyne         | 1.01–1.13  | Jörg Hengstler      |
| Elijah Bailey „E.B.“ Tiller | Jason Butler Harner | 1.01–1.13  | Axel Malzacher      |

### Neben- und Gastbesetzung
- Leon Rippy als Dr. Milton Beauregard
- David Hoflin als Thomas „Tommy“ Madsen
- Jeffrey Pierce als Jack Sylvane

## Ausstrahlung
Vereinigte Staaten

Logo des Fernsehsenders Fox, auf dem die Serie ihre Premiere hatte

Nachdem Alcatraz bereits im Mai 2011 offiziell als Serie bestellt wurde, gab der Sender Fox zunächst einen Sendeplatz in der Midseason bekannt. Sie startete schließlich am 16. Januar 2012 mit einer Doppelfolge. Die Pilotfolge und die darauffolgende zweite Folge erreichten zusammengenommen knapp über 10 Millionen Zuschauer und ein Rating von 3,3 in der werberelevanten Zielgruppe. Sie ist damit nach der ABC-Märchenserie Once Upon a Time – Es war einmal … zusammen mit Revenge der zweitbeste Dramaserienstart der Season 2011/2012. Die restlichen elf Episoden waren teilweise nach einer neuen Episode der Krankenhausserie Dr. House und teilweise wieder in Doppelfolgen bis zum 26. März 2012 zu sehen. Aufgrund der immer weiter fallenden Einschaltquoten im Laufe der Ausstrahlung gab Fox im Mai 2012 die Absetzung der Serie bekannt.
Deutschland
In Deutschland hat sich die RTL Group die Ausstrahlungsrechte im Rahmen ihres Output-Deals mit dem Produktionsstudio Warner Bros. Entertainment gesichert. Die deutschsprachige Erstausstrahlung der 13 Episoden begann am 19. September 2012 beim Spartensender RTL Nitro. Im Durchschnitt lagen die Einschaltquoten exakt auf dem Senderschnitt von RTL Nitro, so verfolgten 90 Tausend Zuschauer (0,3 Prozent) insgesamt und 50 Tausend Zuschauer (0,4 Prozent) im Alter von 14 bis 49 die kurzlebige Serie.
International
In Kanada wird Alcatraz beim Sender Citytv, in Spanien bei TNT Spanien, sowie in Lateinamerika beim Sender Warner Channel ausgestrahlt. Die Ausstrahlung in Spanien ist seit dem 30. Januar 2012 auf dem dortigen Pay-TV-Sender Premium Crime zu sehen, sowie in Großbritannien bei Watch seit März 2012 zu sehen. In Frankreich wurde die Serie auf NT1, in Australien auf Nine Network ausgestrahlt. In Polen wurde die Serie eine Woche nach der US-Ausstrahlung im VOD-Dienst Seriale angeboten.

## Episodenliste
| Nr. | Deutscher Titel       | Originaltitel       | Erstausstrahlung USA                 | Deutschsprachige Erstausstrahlung (D) | Regie          | Drehbuch                                                                        | Zuschauer (USA) |
| --- | --------------------- | ------------------- | ------------------------------------ | ------------------------------------- | -------------- | ------------------------------------------------------------------------------- | --------------- |
| 1 | Jack Sylvane          | Pilot               | 16. Jan. 2012                        | 19. Sep. 2012                         | Danny Cannon   | Steven Lilien, Bryan Wynbrandt & Elizabeth Sarnoff                              | 10,05 Mio.      |
| Als der frühere Alcatraz-Gefängniswächter Elijah Tiller tot in seinem Haus gefunden wird, findet die junge Kriminalpolizistin Rebecca Madsen Fingerabdrücke eines gewissen Jack Sylvane, eines ehemaligen Alcatraz-Insassen, der laut den Unterlagen bereits vor Jahrzehnten verstorben ist. Daraufhin holt sie sich Hilfe beim Alcatraz-Experten Dr. Diego Soto und zusammen finden sie unter Alcatraz einen geheimen Raum, von dem aus Emerson Hauser eine Spezialeinheit leitet. Unterdessen hat der Gesuchte Sylvane einen gewissen Flynn ausfindig gemacht, ihm einen großen Schlüssel entwendet und ihn danach getötet. Nachdem er Madsen bei einer Verfolgungsjagd entkommen ist, besucht er seinen Bruder und zwingt ihn, mit ihm zu kommen. Am Grab von Jacks verstorbener Frau können Madsen und Hauser Sylvane schließlich festnehmen, wobei er zugibt, dass diese Aktion ein Auftrag von jemandem war. Daraufhin werden Madsen und Soto in Hausers Sondereinheit aufgenommen. Zum Schluss bringt Hauser Sylvane in ein unterirdisches Gefängnis, welches identisch aufgebaut ist wie Alcatraz. |                       |                     |                                      |                                       |                |                                                                                 |                 |
| 2 | Ernest Cobb           | Ernest Cobb         | 16. Jan. 2012                        | 26. Sep. 2012                         | Jack Bender    | Alison Balian                                                                   | 10,05 Mio.      |
| Alcatraz-Häftling Ernest Cobb tötet in der Gegenwart drei Personen mit einem Scharfschützengewehr. Beim Versuch, ihn in einer Pension zu stellen, schießt Cobb auf Banerjee, die daraufhin in ein Koma fällt. Für den Zuschauer wird klar, dass Banerjee in den 1960er-Jahren als Ärztin auf Alcatraz arbeitete und damals auch für Cobb zuständig war, als dieser dort inhaftiert war. Sie ist also auch eine der 63er. Madsen und Soto ist dieser Umstand nicht bekannt. |                       |                     |                                      |                                       |                |                                                                                 |                 |
| 3 | Kit Nelson            | Kit Nelson          | 23. Jan. 2012                        | 3. Okt. 2012                          | Jack Bender    | Jennifer Johnson                                                                | 9,03 Mio.       |
| Der Alcatraz-Häftling Kit Nelson, ein mehrfacher Kindesentführer und -mörder, entführt einen Jungen. Soto vermutet, dass das Opfer noch am Leben ist, sein Entführer ihn aber nach zwei Tagen töten wird. Es beginnt ein Wettlauf gegen die Zeit, bei dem Soto sein Wissen über Nelson nutzt, um sein Verhalten vorherzusagen und ihn aufzuspüren. |                       |                     |                                      |                                       |                |                                                                                 |                 |
| 4 | Cal Sweeney           | Cal Sweeney         | 30. Jan. 2012                        | 10. Okt. 2012                         | Brad Anderson  | Steven Lilien, Bryan Wynbrandt & Elizabeth Sarnoff                              | 8,44 Mio.       |
| Cal Sweeney, der in Banken Schließfächer aufbricht, tötet einen Angestellten mit einem Bolzenschussgerät. Für Soto und Madsen kommt das überraschend, da er früher Gewalt vermieden hat. Wenig später wird der Besitzer eines Faches, das sich in der Bank befindet und von Sweeney aufgebrochen wurde, auf die gleiche Weise umgebracht. |                       |                     |                                      |                                       |                |                                                                                 |                 |
| 5 | Guy Hastings          | Guy Hastings        | 6. Feb. 2012                         | 17. Okt. 2012                         | Charles Beeson | Steven Lilien & Bryan Wynbrandt                                                 | 6,91 Mio.       |
| Der ehemalige Gefängniswärter Guy Hastings schlägt in seiner ehemaligen Dienstwohnung auf Alcatraz einen Mann nieder und flüchtet. Rebecca ist überrascht, dass sie es diesmal mit einem Wärter zu tun hat. Es stellt sich heraus, dass er nur Hinweise auf den Verbleib von Tommy Madsen will und daher Ray Archer ausfindig machen will. Denn Guy war auf Alcatraz Rays Ausbildner, als Ray dort als Wärter begann. Rebecca findet heraus, dass Ray und Tommy Brüder sind und Ray somit ihr Großonkel ist. Als Rebecca und Hauser Guy und Ray in einem Haus finden, in dem Tommy leben könnte, nehmen sie Guy fest. Am Schluss der Folge kommt Tommy Madsen in Rays Bar und redet mit ihm, will ihn aber nicht töten. Er sagt, es sei komisch, in seinem Alter Opa zu sein. |                       |                     |                                      |                                       |                |                                                                                 |                 |
| 6 | Paxton Petty          | Paxton Petty        | 13. Feb. 2012                        | 24. Okt. 2012                         | Paul Edwards   | Teleplay: Steven Lilien & Bryan Wynbrandt & Robert Hull Story: Jennifer Johnson | 6,24 Mio.       |
| Paxton Petty, ein ehemaliger US-Soldat und Spezialist für Minenentschärfung, wurde einst auf Alcatraz wegen Anschlägen mit Minen inhaftiert und setzt nun sein Werk fort. Während Rebecca und Soto nach Paxton suchen, versucht Hauser herauszufinden, wo er seinen nächsten Anschlag verüben wird. Dabei kann er auf Vorarbeit von Banerjee zurückgreifen, die sich in den 1960ern bereits mit Paxton beschäftigt hat. |                       |                     |                                      |                                       |                |                                                                                 |                 |
| 7 | Johnny McKee          | Johnny McKee        | 20. Feb. 2012                        | 31. Okt. 2012                         | Brad Turner    | Toni Graphia                                                                    | 5,98 Mio.       |
| Johnny McKee, der einst Dutzende Menschen mit Gift und selbstgefertigten chemischen Kampfstoffen getötet hat, verübt auch nach seinem Wiederauftauchen in rascher Folge Anschläge. Rebecca und Soto müssen ihn schnell stoppen. |                       |                     |                                      |                                       |                |                                                                                 |                 |
| 8 | Clarence Montgomery   | Clarence Montgomery | 27. Feb. 2012 (Kanada) 12. Mär. 2012 | 7. Nov. 2012                          | Jack Bender    | Leigh Dana Jackson                                                              | 5,07 Mio.       |
| Der Farbige Clarence Montgomery, der wegen Mordes an seiner weißen Freundin in Alcatraz war, ermordet auf einem Golfplatz eine junge Frau. Im Zuge der Ermittlungen stellt sich heraus, dass er damals unschuldig war. Somit stellt sich die Frage, wieso er heute tatsächlich mordet. |                       |                     |                                      |                                       |                |                                                                                 |                 |
| 9 | Herman und Pinky Ames | The Ames Bros.      | 5. März 2012                         | 14. Nov. 2012                         | Nick Copus     | Robert Hull                                                                     | 5,82 Mio.       |
| Die Brüder Herman und Pinky Ames, die wegen Bankraubs in Alcatraz saßen, versuchten in den 1960ern, mithilfe eines Wärters das dort angeblich seit dem Sezessionskrieg lagernde Gold zu stehlen, wurden aber erwischt. In der Gegenwart versuchen sie es erneut, wobei ihnen Rebecca und Soto in die Quere kommen. |                       |                     |                                      |                                       |                |                                                                                 |                 |
| 10 | Sonny Burnett         | Sonny Burnett       | 5. März 2012                         | 21. Nov. 2012                         | Paul Edwards   | Toni Graphia & Robert Hull                                                      | 5,47 Mio.       |
| Sonny Burnett zwang einst die 14-jährige Helen, ihm bei Entführungen und Lösegelderpressungen zu helfen. Doch sie verriet ihn, und er kam nach Alcatraz, wo er anfangs eine schwere Zeit hatte, bis er lernte, dass er nur mit Härte und Brutalität überleben konnte. Nun ist er zurück und will sich an Helen rächen. |                       |                     |                                      |                                       |                |                                                                                 |                 |
| 11 | Webb Porter           | Webb Porter         | 19. März 2012                        | 28. Nov. 2012                         | Jack Bender    | Steven Lilien & Bryan Wynbrandt                                                 | 5,04 Mio.       |
| Webb Porter war zu seiner Zeit in Alcatraz ein Patient von Lucy Banerjee und wurde von ihr per Musik therapiert. Seitdem hat er ein virtuoses Geigenspiel entwickelt. In der Gegenwart kidnappt er Frauen, um ihre Haare für den Bogen seiner Geige zu verwenden. Nachdem er gefasst wurde, verwenden Hauser und Dr. Beauregard sein Blut, um Lucy aus dem Koma zu erwecken. Am Ende der Episode öffnet sie wieder die Augen und scheint aus dem Koma zu erwachen. |                       |                     |                                      |                                       |                |                                                                                 |                 |
| 12 | Garrett Stillman      | Garrett Stillman    | 26. März 2012                        | 5. Dez. 2012                          | Eagle Egilsson | Leigh Dana Jackson & Coleman Herbert                                            | 4,78 Mio.       |
| Der hochintelligente Räuber Garrett Stillman sorgte einst im Auftrag von Direktor James dafür, dass sein Mithäftling Harlan Simmons vorzeitig auf Bewährung entlassen wurde, ehe die 63er verschwanden. Simmons baute in den folgenden Jahrzehnten ein Finanzimperium auf. Nun ist Stillman zurück, bringt mehrere gepanzerte Fahrzeuge eines Sicherheitsunternehmens in seine Gewalt und raubt eine für Simmons’ Unternehmen bestimmte Lieferung, die einen Schlüssel enthält. Währenddessen finden Hausers Mitarbeiter unter Alcatraz einen verborgenen Raum, zu dessen Öffnung drei Schlüssel benötigt werden. Zwei hat Hauser bereits. |                       |                     |                                      |                                       |                |                                                                                 |                 |
| 13 | Tommy Madsen          | Tommy Madsen        | 26. März 2012                        | 12. Dez. 2012                         | Aaron Lipstadt | Daniel Pyne & Jennifer Johnson                                                  | 4,75 Mio.       |
| Rebecca, Soto und Hauser kommen endlich Tommy Madsen, der nach dem dritten Schlüssel sucht, auf die Spur. Sie können ihn aufspüren, doch er entkommt. Soto findet den dritten Schlüssel, und Hauser und Banerjee können die Tür zum verborgenen Raum auf Alcatraz öffnen. Rebecca verfolgt Tommy und wird von ihm niedergestochen. Sie wird schwer verletzt ins Krankenhaus gebracht, wo am Ende der Episode ihre Vitalfunktionen versagen. |                       |                     |                                      |                                       |                |                                                                                 |                 |